# Sportaerobic
Sportaerobic – im Bereich des Deutschen Turner-Bundes als Aerobicturnen bezeichnet –  (engl.: Aerobic Gymnastics) ist die Wettkampfform der Aerobic. Ziel ist es, komplexe und hoch intensive Bewegungsmuster, die ihren Ursprung in traditioneller Fitness-Aerobic haben, ohne Unterbrechung zu Musikbegleitung vorzuführen. Eine Übung (Kür) muss Kreativität mit der perfekten Integration aller Bewegungen, der Musik und Ausdruckskraft verbinden.
Die Sportaerobic zählt als Turnsportart und wird in Deutschland vom Deutschen Turner-Bund (DTB) und in Österreich vom Österreichischen Fachverband für Turnen (ÖFT) vertreten.

## Altersklassen und Startkategorien
International gibt es drei Altersklassen: Age Group 1 (12 bis 14 Jahre), Age Group 2 (15 bis 17 Jahre) und die Senioren (18 Jahre und älter). Auf nationaler Ebene wird auch in jüngeren Altersklassen geturnt. In den jüngeren Kategorien ist die Wettkampfmusik 75 Sekunden lang (± 5 Sekunden), in den Altersklassen der 12- bis 14-jährigen (und älter) 90 Sekunden (± 5 Sekunden).
Bei internationalen Wettkämpfen werden 3 Startkategorien unterschieden: Sportaerobic, Aerobic DANCE und Aerobic STEP.

### Sportaerobic
Die traditionelle Sportaerobic wird in den folgenden Startkategorien ausgetragen: Einzel Männer, Einzel Frauen, Gemischtes Paar, Trio, Gruppe (4–5). Jede Sportaerobic-Choreografie besteht aus den sieben Basisschritten, die in Variationen ausgeführt und mit Armen/Händen kombiniert werden. Ziel ist es, keine Schrittkombinationen zu wiederholen. Die Basisschritte werden mit den Elementen (der Gruppen Push-Ups, Stütze, Sprünge und Beweglichkeit) choreografisch verbunden. In jeder Altersklasse und Kategorie gibt es vorgeschriebene Elemente, die in der Choreographie gezeigt werden müssen. Die Anzahl und der Schwierigkeitsgrad sind je nach Altersklasse verschieden.

### Aerobic DANCE & Aerobic STEP
Erstmals mit der Weltmeisterschaft 2012 in Sofia international als Wettbewerb ausgetragen und seit 2013 fest im internationalen Regelwerk der Sportaerobic verankert sind die Wettbewerbe Aerobic DANCE und Aerobic STEP.
Gezeigt wird in einer Gruppe von 6–8 Personen eine Choreografie, die 80 Sekunden (± 5 Sekunden) lang ist. Neben den traditionellen Aerobic-Schritten sind bei Aerobic DANCE jeweils 3 Sets akrobatischer Elemente, ein Part einer anderen Tanzart (Hiphop, LineDance) sowie Schwierigkeitselemente erlaubt. Bei Aerobic STEP wird eine Choreografie auf Steps zu Musik gezeigt.

## Wettkampffläche
Die Wettkampffläche ist in Abhängigkeit vom Alter bzw. der Startkategorie 7 × 7 m oder 10 × 10 m groß.

## Bewertung
Das Kampfgericht besteht für jede Übung aus einer D-, einer A- und einer E-Jury. Die D(ifficulty)-Jury bewertet die Schwierigkeitselemente, d. h. die Elemente die in der Kür enthalten sind (z. B. Push-Ups, Stütze, Sprünge oder Beweglichkeitselemente). Die A(rtistic)-Jury bewertet den Künstlerischen Wert, d. h. Choreografie, Musikauswahl, Präsentation oder Interaktionen. Die E(xecution)-Jury schließlich beurteilt die Ausführung – wie schön/sauber/korrekt werden die Schwierigkeitselemente bzw. die Basisschritte vorgeführt? Die A- und E-Noten haben einen Höchstwert von jeweils 10.0, die D-Note ist nach oben hin offen. Die Noten für die weltbesten Athleten bewegen sich meist zwischen 19,0 und 22,0 Punkten.
Die Elemente der Difficulty-Note sind eingeteilt in A- (0,1 Punkte), B- (0,2 Punkte) usw. bis I-Elemente (1,0 Punkte) bei der Elite.
Nur Schwierigkeitselemente, die die Minimalkriterien erfüllen, fließen in die Note ein. Dasselbe gilt für die Artistik-Note – nur für eine artistisch exzellente Übung kann man Höchstnoten erhalten. Bei der Ausführungsnote werden vom Maximum 10,0 durch Subtraktion alle visuellen Fehler abgezogen – in einer Spanne von 0,1 bis 0,5 Punkten, je nach der Schwere des Fehlers. Alle Übungen werden mittels bestimmter Symbole in die dafür vorgesehenen Formulare eingetragen. Diese Formulare dienen als Hilfe für die Difficulty-Kampfrichter.

## Internationale Vertretung und Entwicklung
International wird die Sportaerobic genauso wie Allgemeines Turnen, Gerätturnen, Trampolinturnen, Rhythmische Sportgymnastik und Sportakrobatik durch die Fédération Internationale de Gymnastique (FIG, Internationaler Turnverband) und die Union Européenne de Gymnastique (UEG, Europäische Turnunion) vertreten. 1995 wurden die ersten Aerobic-Weltmeisterschaften ausgetragen.

## Aerobicturnen in Deutschland
In Deutschland gibt es mehrere Wettkampfbereiche: Angefangen mit dem Show-Contest und dem Fit-Step für die Zielgruppe der Fitness-Sportler über die Newcomer-Wettbewerbe für ambitionierte Einsteiger kann man bis zu den Cup-Wettbewerben vordringen, die bereits ein mehrmaliges Training pro Woche erfordern. Die höchste Klasse ist der Meisterschaftsbereich, dessen Reglement an die internationalen Vorgaben angelehnt ist. In diesem Bereich werden die Deutschen Meister ermittelt.

## Sportaerobic in Österreich
Seit 1999 wird Sportaerobic in Österreich vom Österreichischen Fachverband für Turnen vertreten. Im Jahr 2000 wurde erstmals eine Österreichische Meisterschaft veranstaltet.

### Austrian Aerobic Open

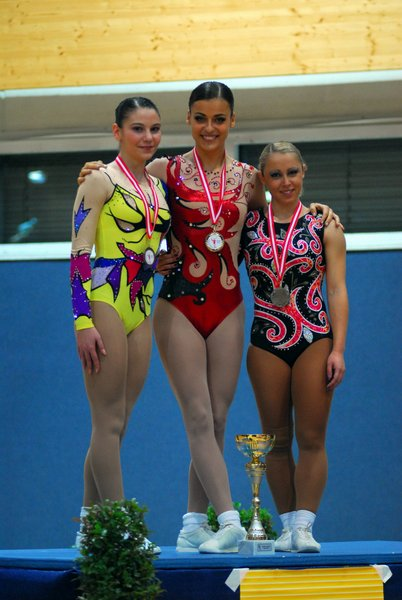
2010 gewann Lubi Gazov die Austrian Aerobic Open sowie 2012 den Weltcup in Kufstein

Seit 2003 ist Österreich der Gastgeber des jährlich stattfindenden Austrian Aerobic Open, das sich zum Fixpunkt im Kalender der FIG  entwickelt hat. 2012 fand dieser Wettbewerb in Kufstein statt und wurde von der FIG erstmals als Sportaerobic-Weltcup anerkannt.

### Österreichische Sportler
Österreichs beste Aktive sind seit 2001 international bei EM, WM und Weltcups vertreten. Allen voran Lubi Gazov: Sie gewann Ende 2005 erstmals einen U18-Weltcup (in Mexiko) und holte 2006 den Sieg beim World Aerobic Showcase in Los Angeles. Neben einem 3. Platz 2007 beim Weltcup in Los Angeles wurde sie sowohl 2008 beim Grand Prix in Frankreich als auch 2011 beim Weltcup in Las Vegas Zweite. 2011 reüssierte sie als Vierte bei der Europameisterschaft in Bukarest, 2012 erreichte Gazov den 3. Platz der Weltmeisterschaften in Sofia und somit die erste Medaille für den Österreichischen Fachverband für Turnen seit 62 Jahren. Danach gewann Gazov den Weltcup 2012 in Kufstein und 2013 in Tokyo. Bei den World Games 2013 in Cali in Kolumbien war sie mit der Bronzemedaille in Sportaerobic eine von sechs österreichischen Medaillengewinnern der World Games. 2014 wurde Gazov außerdem Vizeeuropameisterin.
Im Juni 2014 holte Lubi Gazov den Weltmeistertitel in Cancun, Mexiko.

### Trainingsorte und Leistungszentren
Sportaerobic ist derzeit in sechs österreichischen Bundesländern vertreten: Oberösterreich, Niederösterreich, Tirol, Wien, Kärnten und Vorarlberg. Die wichtigsten Leistungszentren befinden sich in Linz, Stockerau und Wörgl.